# Christopher P. Weggeman

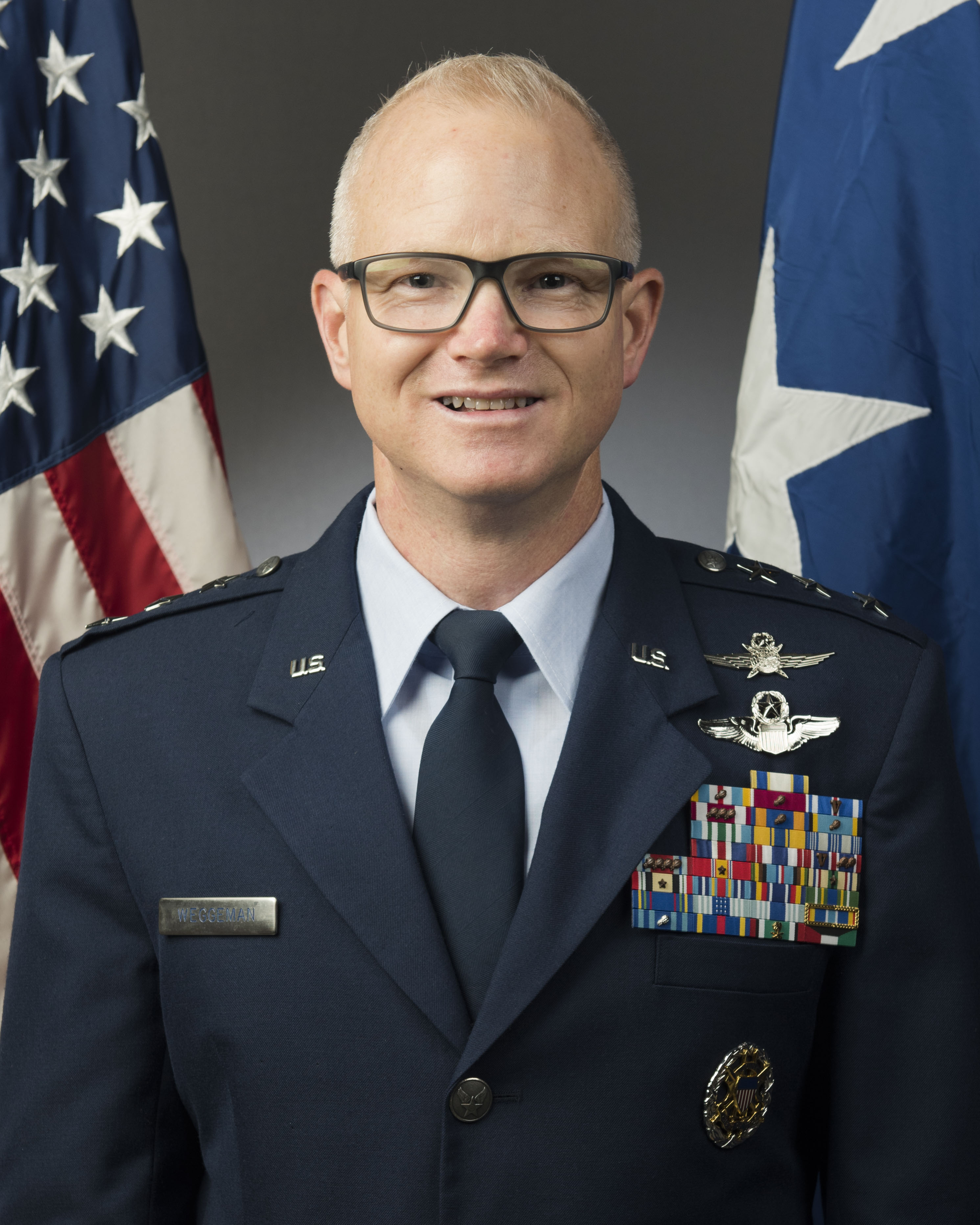
Christopher P. Weggeman (2018)

Christopher P. Weggeman (* um 1965) ist ein pensionierter Generalleutnant der United States Air Force. Er war unter anderem Kommandeur der 24. Luftflotte (Twenty Fouth Air Force).

## Leben
Über das ROTC-Programm der Purdue University gelangte er im Jahr 1987 in das Offizierskorps der United States Air Force. Dort durchlief er anschließend alle Offiziersränge vom Leutnant bis zum Drei-Sterne-General.
Im Lauf seiner militärischen Karriere absolvierte er verschiedene Kurse und Schulungen. Dazu gehörten unter anderem eine Ausbildung zum Kampfpiloten und weitere Fortbildungskurse als Pilot neuer Flugzeugtypen; die Squadron Officer School auf der Maxwell Air Force Base in Alabama; der U.S. Fighter Weapons Instructor Course und das U.S. Weapons School Instructor Pilot Upgrade Program auf der Nellis Air Force Base in Nevada; das United States Army War College in Carlisle in Pennsylvania und das Air War Colllege auf der Maxwell AFB. Später folgten der Combined Joint Forces Air Component Commander's Course; der Combined Joint Forces Land Component Commander's Course; der Cyber Operations Executive Course und der Joint Flag Officer Warfighting Course. Außerdem erhielt er akademische Grade von der University of North Carolina at Chapel Hill und der Harvard Kennedy School.
In seinen frühen Jahren als Offizier der Luftwaffe war er an verschiedenen Stützpunkten in den Vereinigten Staaten stationiert. Dabei war er als Pilot, Flugausbilder oder Stabsoffizier bei unterschiedlichen Einheiten tätig. Dazwischen absolvierte er die erwähnten Schulungen. Zwischen Juli 2003 und Juli 2005 kommandierte er als Oberstleutnant auf der Hill Air Force Base in Utah die 421. Kampfschwadron. Nach seinem anschließenden Studium am Air War College erhielt er im Juli 2006 den Oberbefehl über die 12th Operations Group, die auf der Randolph Air Force Base in Texas stationiert war. Diese Aufgabe erfüllte er bis zum Juni 2008.
Weggemans nächste Mission führte ihn auf die Ramstein Air Base in Deutschland. Bis zum Juli 2010 gehörte er dort als Director of Staff, U.S. Senior National Representative and Commander, Air Force Element dem Stab des Allied Air Commands an. Anschließend wurde er auf die Spangdahlem Air Base, ebenfalls in Deutschland, versetzt. Zwischen Juli 2010 und Juli 2012 kommandierte er dort das 52. Kampfgeschwader (52nd Fighter Wing). Danach wurde er zur Stabsabteilung J6 der Joint Chiefs of Staff versetzt, der er bis zum Juni 2014 angehörte.
Es folgte eine Versetzung zum Fort George G. Meade in Maryland. Zwischen Juni 2014 und Juni 2016 gehörte er dort in verschiedenen Funktionen dem Stab des United States Cyber Commands an. Am 17. Juni 2016 übernahm Christopher Weggeman auf der Lackland Air Force Base in Texas als Nachfolger von B. Edwin Wilson das Kommando über die 24. Luftflotte. Dieses Amt bekleidete er bis zum 17. Juli 2018 als Robert J. Skinner seine Nachfolge antrat. Anschließend wurde er nach Virginia zur Langley Air Force Base versetzt. Dort erhielt er den Posten des stellvertretenden Kommandeurs des Air Combat Commands (ACC). Diesen Posten bekleidete er bis zu seiner Pensionierung im Juli 2021.
Während seiner aktiven Zeit als Militärpilot absolvierte er über 2800 Flugstunden auf verschiedenen Flugzeugtypen.
Nach seiner Pensionierung schloss sich Weggeman der Firma Deloitte an.

## Daten der Beförderungen
| Abzeichen | Rang               | Jahr              |
| --------- | ------------------ | ----------------- |
|           | Second Lieutenant  | 13. August 1987   |
|           | First Lieutenant   | 13. August 1989   |
|           | Captain            | 13. August 1991   |
|           | Major              | 1. September 1997 |
|           | Lieutenant Colonel | 1. Mai 2000       |
|           | Colonel            | 1. Februar 2006   |
|           | Brigadier General  | 5. Juni 2012      |
|           | Major General      | 24. Juni 2016     |
|           | Lieutenant General | 21. August 2018   |

## Orden und Auszeichnungen
Christopher Weggeman erhielt im Lauf seiner militärischen Laufbahn unter anderem folgende Auszeichnungen:
Air Force Distinguished Service Medal
Defense Superior Service Medal
Legion of Merit
 Distinguished Flying Cross
 Meritorious Service Medal
Air Medal
Aerial Achievement Medal
Joint Commendation Medal
Air Force Commendation Medal
Air Force Achievement Medal